# Ironic
Ironic är en låt av den kanadensiska sångerskan Alanis Morissette. Den återfinns på hennes tredje studioalbum Jagged Little Pill och utgavs som singel 1996. Låten erövrade förstaplatsen på Billboard Modern Rock Tracks och fjärdeplatsen på Billboard Hot 100.
Ironic, som är skriven av Alanis Morissette och Glen Ballard, handlar om olika livssituationer där ödets ironi spelar en avgörande roll. När låten blev framgångsrik uppstod en mindre diskussion om de situationer som beskrivs i sången verkligen innehåller någon ironi. Exempelvis är det tråkigt med "regn på din bröllopsdag", men det är inte självklart att det har något med ironi att göra. Morissette har dock menat att låten inte bör överanalyseras.